# Blossfeldia
Blossfeldia Werderm. – rodzaj sukulentów z rodziny kaktusowatych (Cactaceae). Jest to takson monotypowy z jednym gatunkiem – Blossfeldia liliputana Werderm. Kakteenkunde 1937: 162 1937. Występuje on w Andach, w Boliwii, północnej Argentynie.

## Systematyka
Uwagi taksonomiczne
Rodzaj Blossfeldia jest czasem włączany do rodzaju notokaktus Parodia Speg.
Pozycja systematyczna według APweb (aktualizowany system APG III z 2009)
Należy do rodziny kaktusowatych (Cactaceae) Juss., która jest jednym z kladów w obrębie rzędu goździkowców (Caryophyllales)  i klasy roślin okrytonasiennych. W obrębie kaktusowatych należy do plemienia Notocacteae, podrodziny Cactoideae.
Pozycja w systemie Reveala
Gromada okrytonasienne (Magnoliophyta Cronquist), podgromada Magnoliophytina Frohne & U. Jensen ex Reveal, klasa Rosopsida Batsch, podklasa goździkowe (Caryophyllidae Takht.), nadrząd  Caryophyllanae Takht.,  rząd goździkowce (Caryophyllales Perleb), podrząd Cactineae Bessey in C.K. Adams, rodzina kaktusowate (Cactaceae Juss.), rodzaj Blossfeldia Werderm.